# Ketoza (bolest)
Ketoza je stanje povišenih nivoa ketonskih tela u telu. Ona se skoro uvek javlja širom celog tela. Praćeno je povišenjem nivoa ketonskih tela u krvi (hiperketonemijom). Ketonska tela se formiraju procesom ketogeneze kad su zalihe glikogena u jetri iscrpljene. Ketonska tela acetoacetat i β-hidroksibutirat se koriste kao izvor energije.

## Spoljašnje veze
- NHS Direct: Ketosis Архивирано на веб-сајту  (24. април 2012)
- Musa-Veloso K, Likhodii SS, Cunnane SC (2002). „Breath acetone is a reliable indicator of ketosis in adults consuming ketogenic meals”. Am. J. Clin. Nutr. 76 (1): 65—70. PMID 12081817.
- The Merck Manual —
  - Diabetic Ketoacidosis
  - Alcoholic Ketoacidosis

|  | Molimo Vas, obratite pažnju na važno upozorenje u vezi sa temama iz oblasti medicine (zdravlja). |